# السفينة باتشانت (1876)

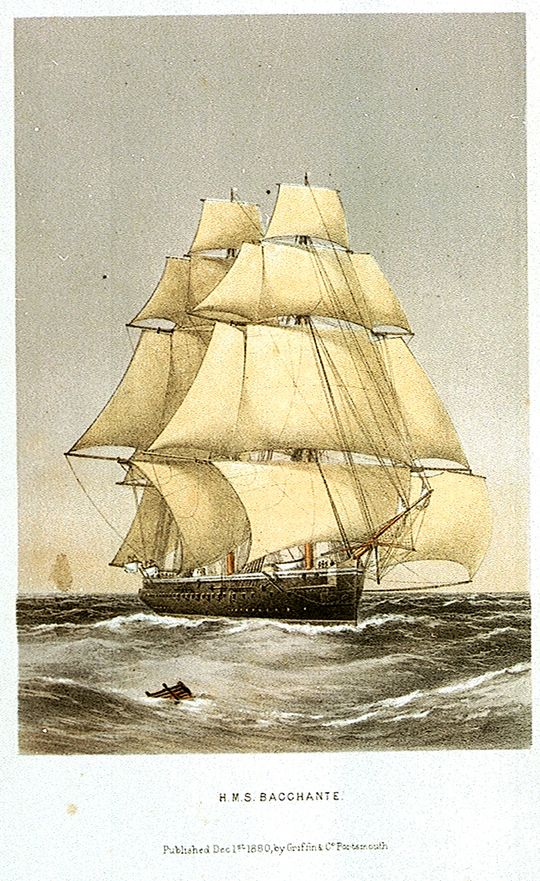
السفينة باتشانت.

السفينة باتشانت، سفينة تابعة لسلاح البحرية البريطانية. تشتهر كونها السفينة التي أبحر على متنها الأمراء جورج وألبرت بصفتهم ضباطاً بحريين.

## الطاقم الملكي
أكبر اثنان من من أبناء أمير ويلز كانا قد دخلا سلاح البحرية في عام 1877، وفي نهاية العام 1879 قررت العائلة المالكة والحكومة بأن الأمراء الاثنان عليهم الذهاب في مهمة بحرية. وعليه تم الحاقهم بالسفينة باتشانت، والتي كانت آنذاك جزءا من سرب يهدف إلى القيام بدوريات في الممرات البحرية التابعة للإمبراطورية البريطانية
الملكة فيكتوريا كانت قلقة من أن السفينة قد تغرق ويغرق معها أحفادها، ومن أجل الاطمئنان تم ابحار السفينة خلال عاصفة لتثبت أنها قوية بما يكفي للصمود في وجه العواصف. لاحقاً، أبحر الأمراء، مع معلمهم جون نيل دالتون، يوم 17 أيلول / سبتمبر عام 1879 في رحلة استغرقت ثلاث سنوات.

## الرحلات
قامت السفينة برحلات إلى مختلف أجزاء الإمبراطورية،  زارت خلالها البحر الأبيض المتوسط وجزر الهند الغربية، تلاها لاحقا رحلات إلى أمريكا الجنوبية، جنوب أفريقيا، أستراليا، الصين، واليابان.  قام الأمراء بكتابة مفكرات نشرت في وقت لاحق في مجلدين في عام 1886. ومن تلك المفكرات جزء مخصص لزيارتهم إلى بلاد الشام.